# Jan Knap
Jan Knap (* 8. července 1949, Chrudim) je český malíř.

## Život
V letech 1968–1969 studoval architekturu na Stavební fakultě ČVUT v Praze. V roce 1969 odešel do Brazílie. V roce 1971 studoval u profesora Gerharda Richtera na Akademii výtvarných umění v Düsseldorfu.
Od roku 1972 žil a pracoval v New Yorku, roku 1979 s Milanem Kuncem a Peterem Angermannem založil skupinu Normal. Krátký čas sloužil v americké armádě, zkoušel se prosadit jako ilustrátor, věnoval se abstraktní malbě, myl okna a dělal číšníka. V letech 1982–1984 studoval teologii v Římě. V letech 1984–1989 žil a pracoval v Kolíně nad Rýnem, v letech 1989–1992 v Modeně.
Od roku 1992 žije a pracuje v České republice.

## Výběr samostatných výstav
- 1985 – Galerie Ilverich, Düsseldorf
- 1987 – Galerie Wanda Reiff, Maastricht
- 1988 – Holly Solomon Gallery, New York
- 1989 – Galeria Toselli, Milano
- 1990 – HHMP, Staroměstská radnice, Praha
- 1994 – Galerie Caesar, Olomouc
  - Galerie Ruce, Praha
  - Galerie Na bidýlku, Brno
- 1995 – Galerie Ve dvoře, Veselí nad Moravou
  - Galerie Velehrad, Olomouc
- 1997 – Galerie Planá, Planá u Mariánských Lázní
  - Sio Galeria, Barcelona
  - Výstavní síň Sokolská 26, Ostrava
- 1998 – Galerie Václava Špály, Praha
- 1999 – Sperone-Westwater Gallery, New York
  - Galerie Šternberk, Šternberk
- 2000 – Galeria Arte Moderna, San Marino
- 2002 – Galerie ad astra, Kuřim ::: Claudio Poleschi, Lucca
- 2005 – 2000& Novecento Galleria d'Arte, Reggio Emilia
- 2006 – Galerie ad astra, Kuřim
- 2007 – Galerie ART, Chrudim
- 2007 – Galerie Caesar, Olomouc